# Gregorio Reynolds
Pour les articles homonymes, voir Reynolds.
Gregorio Reynolds Ipiña, né le 6 novembre 1882 à Sucre (Bolivie) et mort le 13 juin 1948 à La Paz (Bolivie), est un poète, diplomate et traducteur bolivien du modernisme.

## Œuvre

### Poésie
- El mendigo (1913).
- Quimeras (poème scénique) (1915).
- El cofre de Psiquis (La Paz, 1918).
- Horas turbias (La Paz : Renacimiento, 1923).
- Redención. Poema cíclico (La Paz : Renacimiento, 1925).
- Prisma (La Paz : Ed. Boliviana, 1938).
- Sucre (1938).
- Beni (1942).
- Caminos de locura (Santiago de Chile : Nascimento, 1943).
- Tunari (1943).
- Trópico (1944).
- Illimani. Poemas altiplánicos (1945).
- Arcoiris (La Paz : Ed. Boliviana, 1948).
- Poesías escogidas (Buenos Aires : Imp. López / Fundación Universitaria "Simón I. Patiño", 1948).

### Théâtre inédit
- Desde ultratumba (poème scénique)
- Vicuñas y Vascongados (drame en vers)
- El Santo de la Abuela (comédie)